# Računarska mreža
Računarska mreža je pojam koji se odnosi na računare i druge uređaje koji su međusobno povezani kablovima ili na drugi način, a u svrhu međusobne komunikacije i deljenja podataka.
U računarskoj mreži, osim računara, mogu biti i habovi (razvodnici), svičevi (skretnice, komutatori) i ruteri (usmerivači).
Različite tehnologije mogu se koristiti za prenos podataka s jednog mesta na drugo, uključujući kablove, radio talase i mikrotalasni prenos.
Veza između dva računara koji dele svoje resurse može da se nazove računarskom mrežom.

## Istorija računarskih mreža
Džordž Stibic i Semjuel Vilijams napravili su Complex Number Computer, računar koji je imao 400 telefonskih releja i bio je povezan s tri teleprintera, prethodnika današnjih terminala. Prvo prenošenje instrukcija između računskih mašina bilo je 1940. godine kada je Stibic iskoristio tele-mašinu za kucanje (TTY), pomoću koje je poslao instrukcije sa njegovog Model K sa Univerziteta Dartmot u Nju Hempširu na Complex Number Calculator u Njujorku, a rezultate je primio istim putem.
Krajem 1950-ih, izgrađena je mreža računara za radarski sistem američke vojske Poluautomatsko zemaljsko okruženje (SAGE) koristeći Bell 101 modem. Bio je to prvi komercijalni modem za računare, koji je 1958. godine izdala AT&T korporacija. Modem je omogućavao prenos digitalnih podataka preko redovnih neuslovljenih telefonskih linija brzinom od 110 bita u sekundi (bit/s).
Godine 1959, Kristofer Strači je podneo patentnu prijavu za deljenje vremena, a Džon Makarti je inicirao prvi projekat implementacije deljenja vremena korisničkih programa na MIT. Strači je preneo koncept J. C. R. Liklideru na inauguracionoj Uneskovoj konferenciji za obradu informacija u Parizu te godine. Makarti je bio ključan u stvaranju tri najranija sistema za deljenje vremena (Compatible Time-Sharing System 1961. godine, BBN Time-Sharing System 1962. godine i dartmutski Time Sharing System 1963. godine).
Anatoli Kitov je 1959. godine predložio Centralnom komitetu Komunističke partije Sovjetskog Saveza detaljan plan za reorganizaciju kontrole sovjetskih oružanih snaga i sovjetske privrede na osnovu mreže računarskih centara. Kitovov predlog je odbijen, kao i kasnije projekat mreže upravljanja ekonomijom OGAS-a iz 1962. godine.
Tek 1964. godine stvorena je mašina sa deljenim vremenom sa priključenim terminalima. Kompanija Zenit je napravila prvi komercijalni proizvod koji je koristio integrisano kolo - slušni aparat. Američko udruženje za standarde usvojilo je ASCII kod kao standardni kod za prenos podataka.
J.C.R. Liklider i Lorens Roberts pokrenuli su u okviru Agencije za napredne istraživačke projekte novi program (ARPA), za koji je Robrts objavio celokupni plan 1967. godine - tzv. ARPAnet, prvu računarsku mrežu sa komutiranjem paketa. Prvi komutatori bili su procesori interfejsnih poruka (IMP). Prvi IMT komutator instaliran je na Univerzitetu UCLA, 1969. godine. Ovo je bio predak Interneta. Prvi program za elektronsku poštu napisao je 1972. Rej Tomlinson iz kompanije BBN.
ARPAnet je bio zatvorena mreža, kojoj je moglo da se pristupi povezivanjem sa IMP komutatorom. Tokom sedamdesetih godina javljaju se mreže sa komutiranjem paketa, kao što su: ALOHAnet, Telenet, Cyclades, Tymnet, SNA (IBM-ova mreža). Broj mreža se neprestano povećavao. Za opis povezivanja mreža počeo je da se upotrebljava termin interneting (internetting). Mreža ARPAnet je devedesetih godina prestala da postoji, NSFNT dobija ulogu mreže okosnice koja je povezala regionalne mreže u SAD i nacionalne prekookeanske mreže. Najvažniji događaj je pojava WWW-a (World Wide Web)), koji je internet učinio dostupnim milionima ljudi širom Zemlje.

## Mrežni protokoli
Svakom aktivnošću na mreži kojom se podrazumeva komunikacija dva ili više entiteta upravlja protokol.
Protokol definiše format i redosled poruka koje se razmenjuju između dva ili više komunicirajućih entiteta, kao i akcije koje se preduzimaju nakon slanja ili prijema poruke ili nekog drugog događaja.
- Najpoznatiji protokoli su:
  - Bluetooth
  - Ethernet
  - FDDI
  - IEEE 1394 (FireWire, iLink)
  - Frame relay
  - IEEE 802.11
  - IPX
  - Point-to-Point
  - TCP/IP
  - TCP
  - Token Ring
  - UDP

## OSI model
OSI model je apstraktni opis dizajna protokola računarskih mreža, predstavljen u obliku sedam slojeva. Razvijen je 1984. godine od strane Međunarodne organizacije za standarde (International Organization for Standardization (ISO)), koja je predstavljala oko 130 država.
Sedam slojeva aplikacije određuju različite etape koje podaci moraju da pohrane od jednog uređaja do drugog u nekoj računarskoj mreži.
Aplikacijski sloj je sloj na kome se koristi API kojima se ostvaruje mrežna komunikacija, a da se ne vodi računa o nižim slojevima. Protokoli na ovom sloju su:HTTP, FTP, telnet, SMTP, NNTP i dr.
Prezentacioni sloj na kome se izvode konverzije između različito kodiranih datoteka.
Sloj sesije se bavi uspostavljanjem veze između krajnjih korisnika.
Transportni sloj vodi računa o paketima koji putuju između dva računara (TCP i UDP).
Mrežni sloj - sloj koji pretvara IP adrese u MAC adrese.
Sloj podatka se brine za razmenu podataka između mrežnih uređaja, za detekciju i korekciju grešaka na fizičkom sloju.
Fizički sloj predstavlja fizička svojstva mrežnih uređaja - mrežnih adaptera, engl. NIC - network interface card).
Sve današnje mreže su na neki način bazirane na osi standardu.

## Arhitektura mreža
Klijent-server je arhitektura gde su klijent (korisnik) i server odvojeni ili neravnopravni. Klijent je obično aktivan korisnik, koji šalje zahteve i čeka dok se isti ne ispune, dok je server pasivan, čeka da dobije zahtev koji ispunjava i šalje korisniku.
Serveri su obično veoma jake mašine sa dobrim konfiguracijama i karakteristikama.
Peer-to-Peer (P2P) je mreža u kojoj se nalazi mnoštvo klijenata koji su ravnopravni u učešću, jedino je ograničenje brzina internet veze jednog klijenta. Ovakve mreže se najviše koriste za deljenje dokumenata, video i audio podataka isl.

## Klasifikacija računarskih mreža
Računarske mreže se mogu podeliti na osnovu: topologije, veličine i tehnologije prenosa podataka.

### Topologija mreže
Na osnovu topologije računarskih mreža se razlikuju: magistrale, zvezde i prstenove.

### Podela na osnove veličine
Na osnovu veličine, računarske mreže se dele na osnovu područja koje pokrivaju. Mogu se posmatrati lokalne mreže LAN (Local Area Network) i mreže na velikom području WAN (World Area Network).
- Lokalna mreža (LAN)

LAN mreža je skup računara koji su povezani u jednu mrežu, na relativno malom prostoru. Ova mreža može da broji dva i više računara koji su povezani na određen način.
Neki periferni uređaji kao što su štampači, modemi i sl., takođe se ubrajaju u ovu mrežu. LAN mreža obično je postavljena u kancelariji, kući ili poslovnoj ispostavi.
- Mreža na velikom području (WAN)

Pošto LAN mreža povezuje računare koji su na relativno malom rastojanju, problem povezivanja korporacijskih ispostava koje se nalaze na raznim geografskim lokacijama rešava se pomoću WAN mreža.
 mreža predstavlja skup više povezanih LAN mreža, koje se nalaze na različitim geografskim lokacijama. Postoji više različitih tehnologija koje omogućavaju prenos podataka sa jednog mjesta na drugo. Internet, kao skup mreža na različitim geografskim lokacijama nije WAN mreža. Iako koristi neke od WAN tehnologija, za Internet bi se prije moglo reći da je to međumreža.

### Tehnologija prenosa podataka
Po osnovu tehnologije koja se upotrebljava za prenos podataka razlikuju se Eternet mrežu i bežičnu mrežu WLAN (Wireless Local Area Network).
 mreža predstavlja novi način povezivanja računara bez kabla. Primenjuje se na mestima gde kablovi predstavljaju fizičku smetnju ili tamo gde se ukaže potreba za ovakvom vrstom mreže. Da bi ovakva mreža funkcionisala potrebno je da postoji optička vidljivost između računara i razvodnika, zavisno koji se tip mreže koristi.
Ako se vidljivost ne može ostvariti, upotrebljavaju se dodatne antene kako bi se ostvarila potrebna optička veza. Prednost ovog načina povezivanja je u tome što nema rada sa kablovima, a nedostaci se ogledaju u mogućnosti uticaja raznih faktora na rad mreže kao što su prisustvo metala u zgradi, radio talasi, mobilni telefoni i sl.
Prenos podataka putem kabla:
- Modemi (dialup)
- Iznajmljene linije
- Frame relay
- Ethernet umrežavanje
- HomePNA
- HomePlug

Bežični prenos podataka:
- Kratki domet
- Srednji domet
  - IEEE 802.11
- Dugi domet
  - Satelit
    - MMDS
    - SMDS

  - Prenos preko mobilnih telefona
    - CDMA
    - CDPD
    - GSM
    - TDMA

## Literatura
- (PDF) (2nd изд.). . 2007. стр. 425.
- , ; ,  (1995). . John Wiley & Sons. ISBN 0-471-10607-0.
- ,  (2001). . . ISBN 0-672-32058-4.
- ,  (2005). . . ISBN 0-521-83716-2.
- , ; , ; ,  (јун 2001). „”. [. . 19 (6): 1153—1163. ISSN 0733-8716. doi:10.1109/49.926371.
- ,  (2005). . . ISBN 0-470-84888-X.
- , ; ,  (2002). . . ISBN 0-13-093003-2.
- ,  (2002). . . ISBN 0-13-042232-0.
- ,  (2001). . . ISBN 1-55558-257-5.
- , ; ,  (2005). . . ISBN 0-521-84527-0.
- (март 2005). „”. . 8 (1). Приступљено 29. 8. 2011.
- , ; ,  (2009). . . ISBN 978-0-470-99290-6.

## Spoljašnje veze
- Uvod u računarske mreže
- Vodič za akronime za računarsko umrežavanje
- Networking na veb-sajtu  (језик: енглески)
- IEEE Ethernet manufacturer information